# باب الحيط (فناسة باب الحيط)
باب الحيط هي إحدى مشيخات المملكة المغربية، تتبع جغرافيا لإقليم تاونات وإداريًا لفناسة باب الحيط. يقدر عدد سكانها بـ 3789 نسمة حسب الإحصاء الرسمي للسكان والسكنى لسنة 2004.